# Anders Lange (politiker)
Denna artikel handlar om den norske politikern Anders Lange. För den svenske professorn, se Anders Lange (professor).

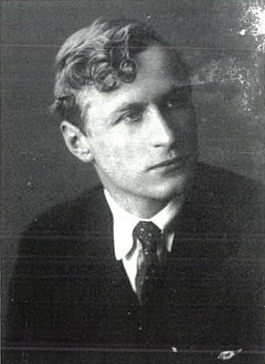
Anders Lange på 1930-talet.

Anders Lange, född 5 september 1904 i Aker i Akershus fylke, död 18 oktober 1974 i Bærum i Akershus fylke, var en norsk politiker och grundläggaren till Anders Langes parti. Lange blev invald till Stortinget som den tionde representanten från Oslo under perioden 1973-1977 för ALP, där han var medlem av administrationskommitéen och ordförande i ALP:s gruppstyre.

## Bakgrund, examen och arbete
Lange var son till Alf Lange (född 1869) och Anne Elisabeth Svensson (född 1873). Lange tog examen som skogstekniker vid Oddernes skogsskola år 1926. Året efter fick han arbete som plantskolsledare i Argentina. Efter kriget var småbrukaren Lange utgivare och redaktör för tidningen Hundeavisen, som kom ut från 1948. Från år 1962 var han ansvarig utgivare och redaktör för Anders Langes avis.

## Den karismatiska talaren
Anders Lange var en karismatisk talare, en kapitalist och liberal, känd för sina protester mot statlig intervensionism, förmynderi, byråkrati samt skatter och avgifter och offentlighetens ingrepp i folks privatliv.
Han var även mycket ironisk vid sina tal, vid ett tillfälle sade han "Jag känner inte igen mig i dagens ungdom. De dricker denna Coca-Colan, istället för att dricka gott norskt öl".